# Pogliano Milanese
Pogliano Milanese là một đô thị ở tỉnh Milano, vùng Lombardia của Italia, khoảng 15 km về phía tây bắc của Milano. Tại thời điểm ngày 31 tháng 12 năm 2004, đô thị này có dân số 8.214 và diện tích là 4,7 km².
Đô thịPogliano Milanese gồm cácfrazione (subdivision) Bettolino.
Pogliano Milanese giáp các đô thị: Lainate, Nerviano, Rho, Vanzago, Pregnana Milanese, Arluno.